# Кольчугинский сельский совет
Кольчугинский сельский совет (укр. Кольчугінська сільська рада, крымскотат. Bulğanaq köy şurası) — административно-территориальная единица в Симферопольском районе АР Крым Украины (фактически до 2014 года), ранее до 1991 года — в  составе Крымской области УССР в СССР, до 1954 года — в составе Крымской области РСФСР в СССР, до 1945 года — в составе Крымской АССР РСФСР в СССР.
В 1923 году был образован Булганакский сельский совет. В 1945 году после переименования его центра был образован Кольчугинский сельсовет.
Население по переписи 2001 года составило 6 518 человек.
К 2014 году сельсовет состоял из 3 сёл:
- Кольчугино (центр)
- Прудовое
- Равнополье

С 2014 года на месте сельсовета находится Кольчугинское сельское поселение.
Адрес: Симферопольский р-н, с. Кольчугино, ул. Чехова, д. 13